# W13 (kolej)

Wskaźnik W 13:
1 – Służący do oznaczania pojedynczej przeszkody
2 – służący do oznaczania dwóch przeszkód w odległości mniejszej od 150 m między nimi

W 13 „Wskaźnik torowy” – wskaźnik kolejowy oznaczający konieczność podniesienia noży i zamknięcia skrzydeł pługa odśnieżnego, a także zachowania szczególnej ostrożności przy pracy podbijarek torowych, oczyszczarek tłucznia i innych maszyn torowych.
Wskaźnikiem tym oznacza się takie miejsca jak przejazd kolejowo-drogowy, most, rozjazd, czujnik szynowy lub inne urządzenie na torze. Przed tymi miejscami należy podnieść noże i zamknąć skrzydła pługa odśnieżnego oraz zachować ostrożność podczas pracy maszyn torowych. Wskaźnik W 13 ustawia się w odległości 50 m przed wyżej wymienionymi miejscami z obu stron miejsca przy każdym torze. Na stacjach wskaźnik ten ustawia się z prawej strony toru, patrząc w kierunku jazdy. Zasady ustawiania wskaźnika na szlaku są takie same, jak wskaźnika W 8.
Pojedynczą przeszkodę oznacza się wskaźnikiem W 13 w postaci czarno-białej kraty. Jeżeli przeszkody znajdują się w odległości mniejszej niż 150 m jedna od drugiej, wówczas powinny być one oznaczone jako jedna przeszkoda wskaźnikiem W 13 o podwójnej czarno-białej kracie, składającej się z dwóch par ukośników przymocowanych do słupa.

## Galeria

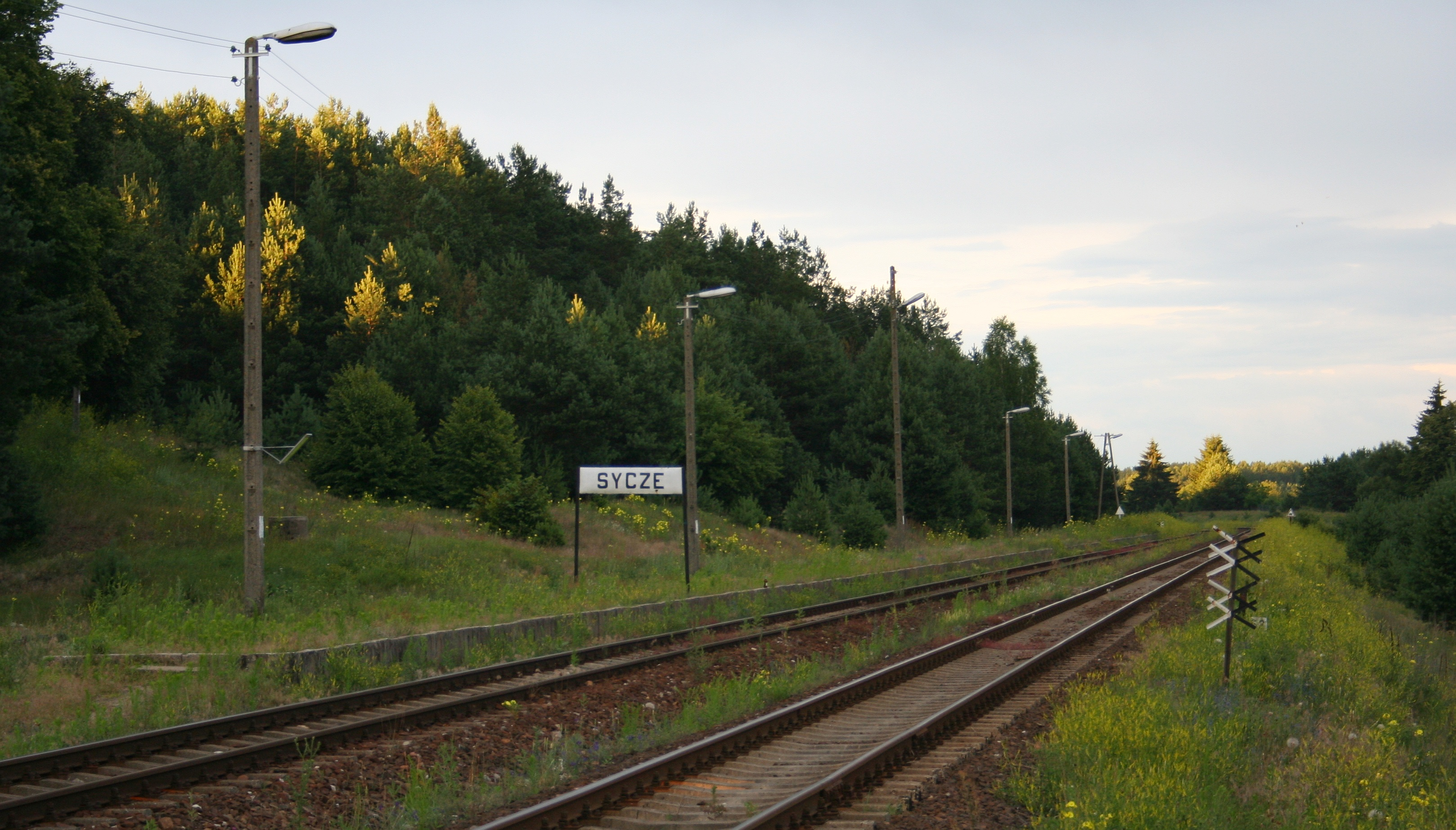
Wskaźnik W 13 po prawej stronie na przystanku kolejowym Sycze
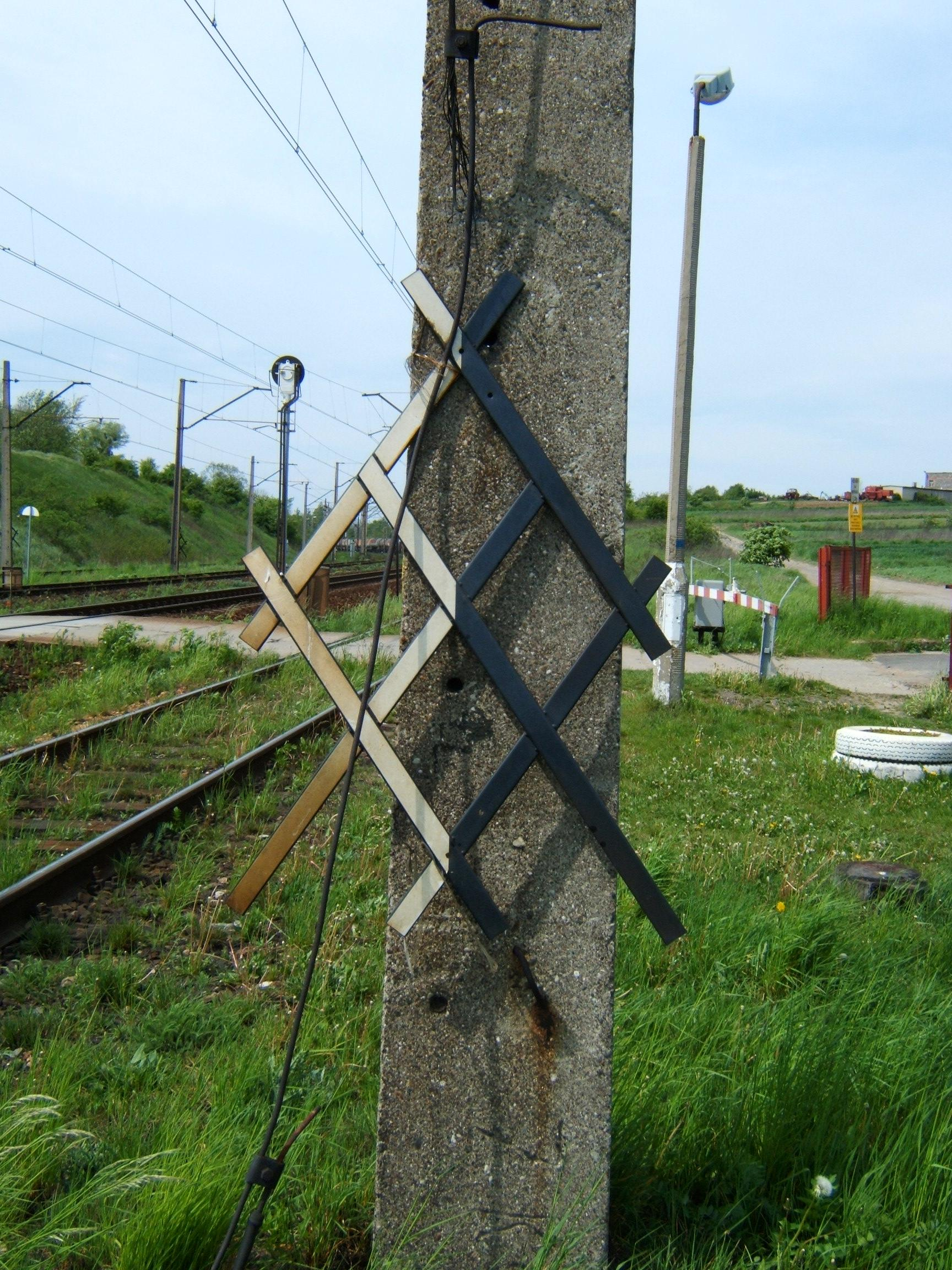
Wskaźnik W 13 przed przejazdem kolejowo-drogowym w Nakle Śląskim
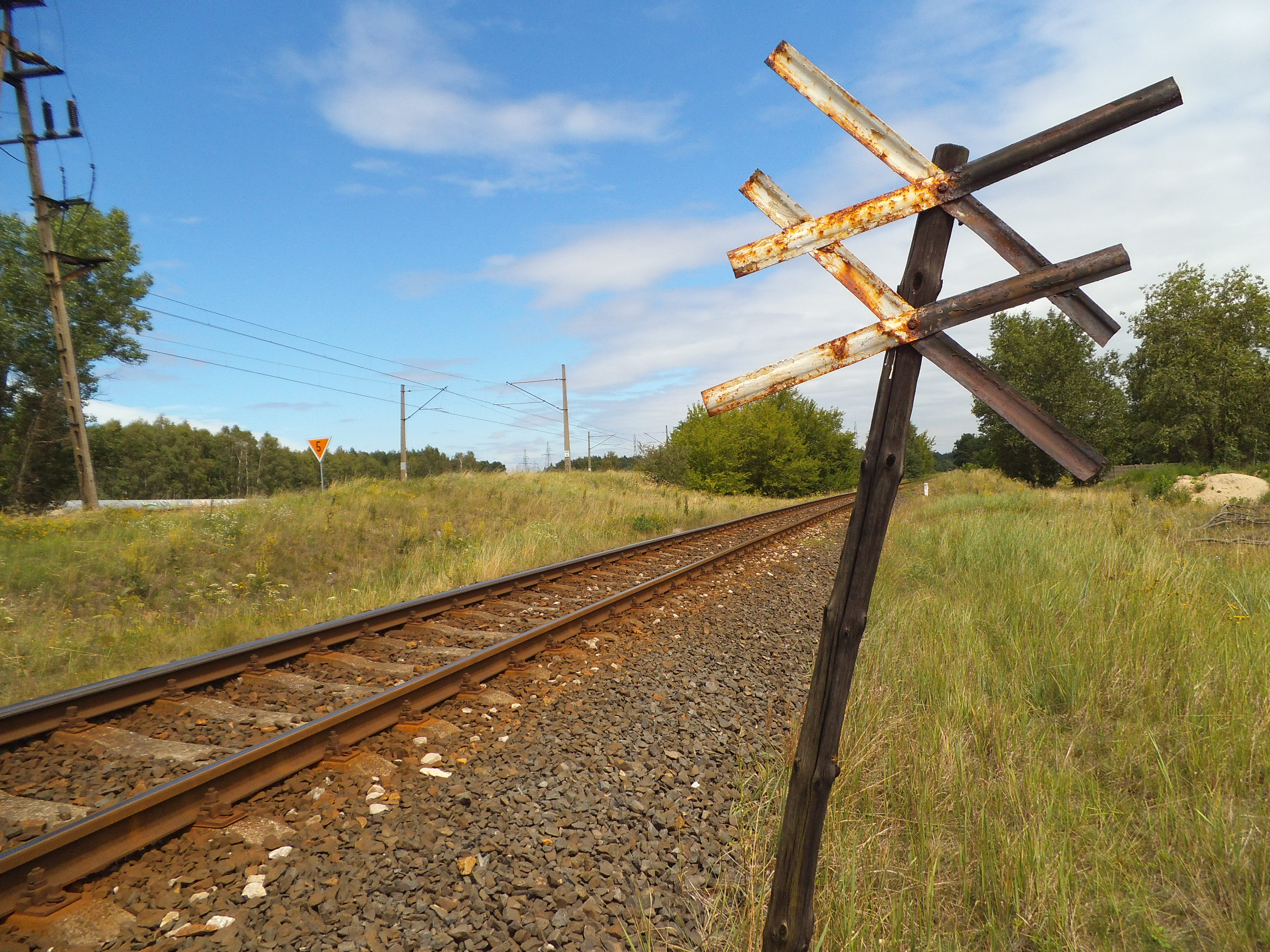
Wskaźnik W 13 na linii kolejowej nr 27 w bliskim sąsiedztwie nieistniejącego już przystanku Toruń Elana
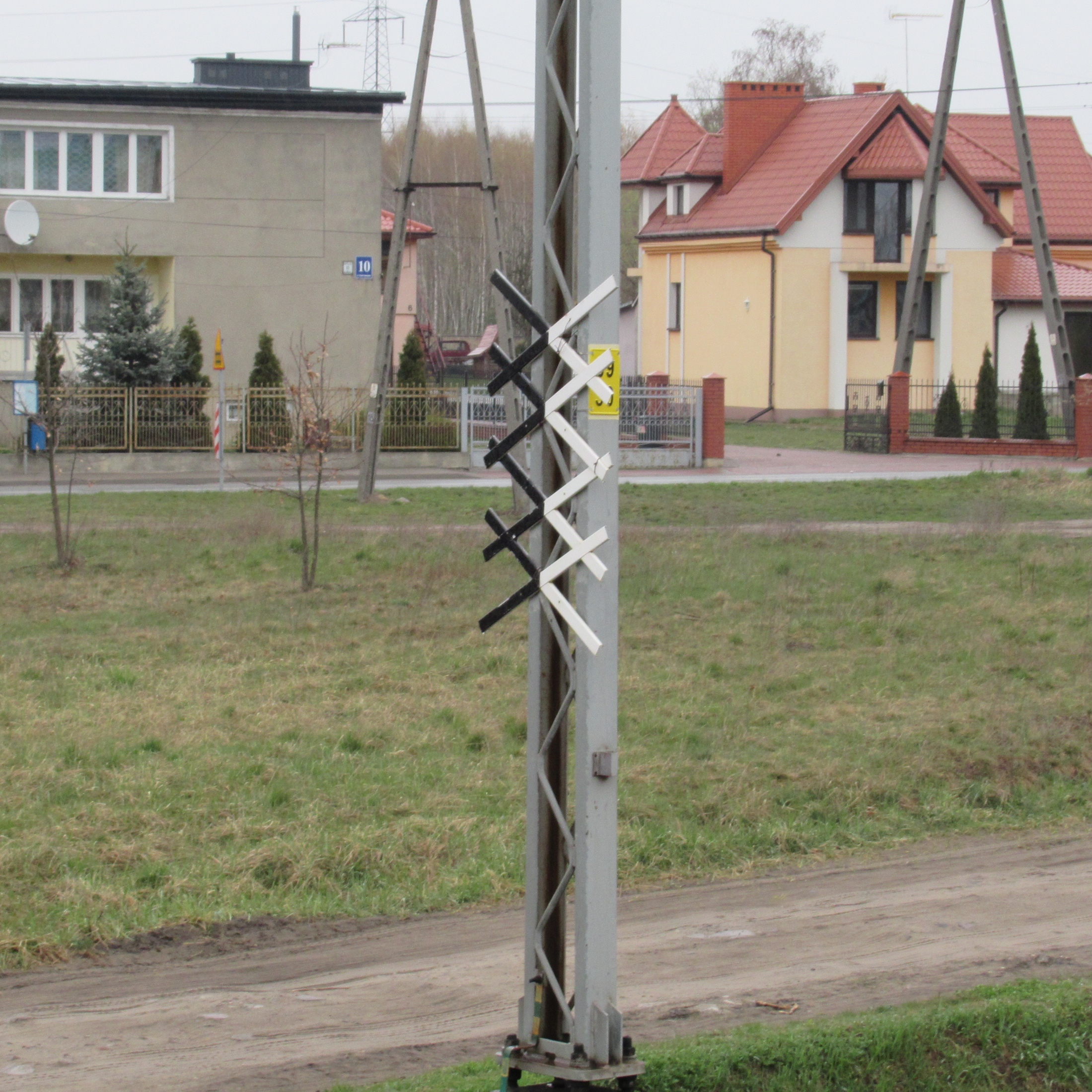
W 13 w okolicach przystanku Siedlce Zachodnie